# Rita Hatzmann

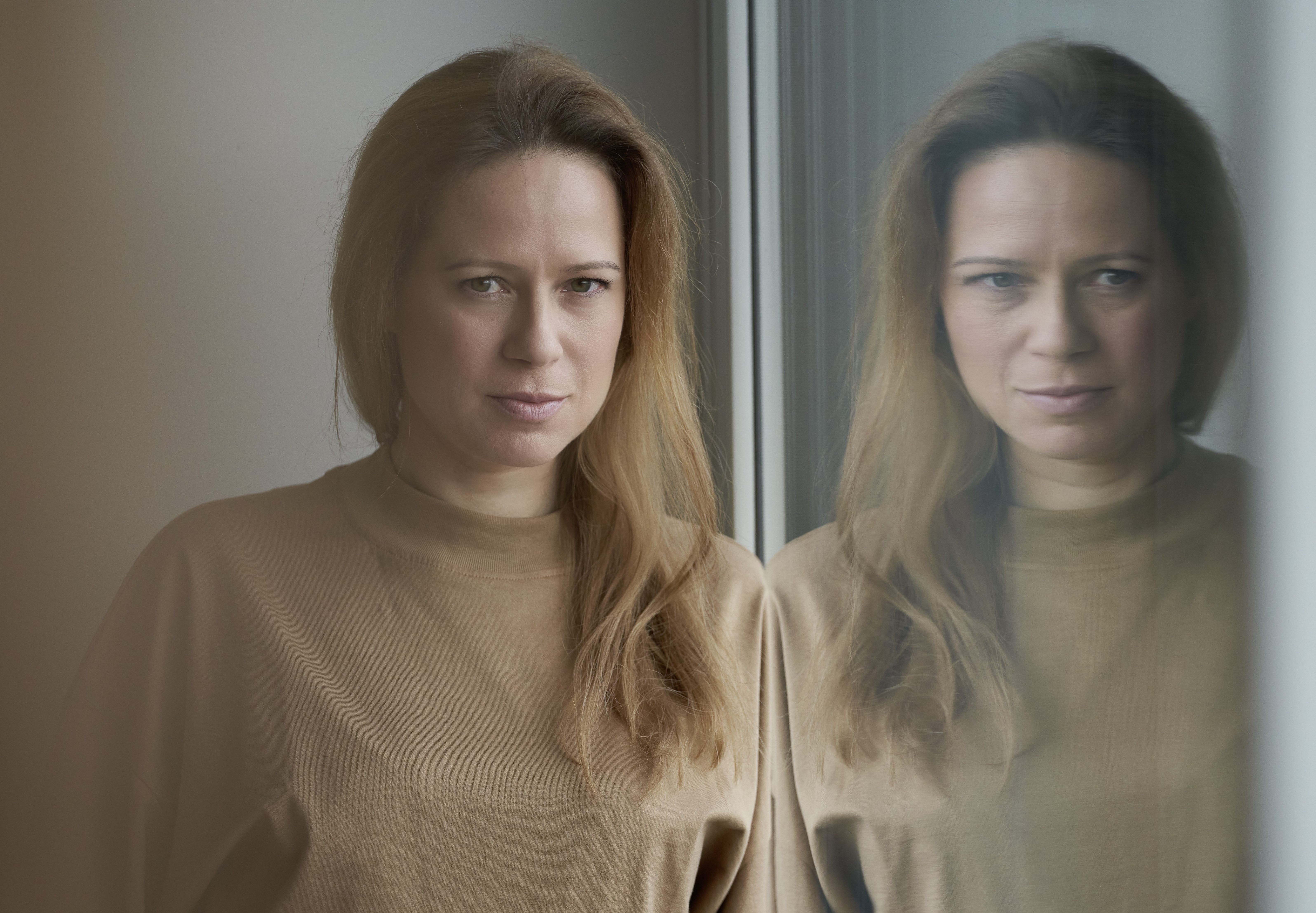
Porträt der Schauspielerin und Schriftstellerin Rita Luksch

Rita Luksch (vormals Hatzmann) (* 24. Dezember 1978 in Wien) ist eine österreichische Schauspielerin, Regisseurin und Autorin.

## Leben und Karriere
Rita Luksch wurde in Wien geboren und zog als Kind mit ihrer Mutter, der Lehrerin und Politikerin Maria Wageneder, und ihrem Vater, dem Physiker Wolfgang Hatzmann, in die Südoststeiermark. Es folgte die Schulzeit in Oberösterreich und Salzburg, 1997 die Matura mit ausgezeichnetem Erfolg am Musischen Gymnasium-BG3 in Salzburg.
1997 bis 2001 studierte sie Schauspiel an der Anton Bruckner Universität in Linz, wo sie im Mai 2001 den Abschluss mit öffentlicher Diplomprüfung machte. 2001 bis 2003 hatte Rita Luksch ein Engagement am Theater Dortmund, 2003 bis 2004 am Stadttheater Klagenfurt. Es folgten Hauptrollen in Uraufführungen, wie 2005 Der Tod des Empedokles, Fragmente eines Trauerspiels von Friedrich Hölderlin, bearbeitet von Dževad Karahasan und Herbert Gantschacher mit Musik von Viktor Ullmann und Wolfgang Danzmayr durch ARBOS – Gesellschaft für Musik und Theater, sowie Der vertagte Heldentod und 2006 Das Ziel der Verschollenen von Herbert Thomas Mandl. Sie war an österreichischen Erstaufführungen, wie 2006 Zabibi und Muzalifa mit Theater Kaendace Graz. 2007 spielte sie die Marie im Woyzeck Dramenfragment von Georg Büchner bearbeitet von Dževad Karahasan im Wiener Theater des Augenblicks in der Inszenierung von Herbert Gantschacher. 2008 folgte die Uraufführung Der Garten im Schrank mit dem Jüdischen Theater Austria.
Weiters war Rita Luksch in Film- und Fernsehproduktionen, unter anderem mit den Regisseuren Xaver Schwarzenberger (Sisi sowie Detektiv wider Willen mit Sky du Mont) und mit Paul Harather Schlawiner, zu sehen. 2010 bis 2011 hatte sie ein Engagement am Burgtheater Wien, hier spielte sie an der Seite von Birgit Minichmayr in Helena, einer Inszenierung von Luc Bondy. 2014 ist vom Ensemble21 das erste Theaterstück der Romanautorin („Mittelstadtrauschen“) Margarita Kinstner „Der Sturz der Möwe“ beim Styraburg Festival Steyr mit Rita Hatzmann und Erich Knoth unter der Regie von Michael Grimm zur Uraufführung gebracht worden und ist seither auch im Kik Ried, Theater Tribüne Linz, Literaturhaus Graz und in Wien-Favoriten gespielt worden.
Am 8. Mai 2014 brachte sie mit ARBOS – Gesellschaft für Musik und Theater im Rahmen des Zyklus über den Ersten Weltkrieg, die Rede der taubblinden Schriftstellerin und Menschenrechtsaktivistin Helen Keller aus dem Jahr 1916 „Verweigert den Krieg!“ mit dem gehörlosen Schauspieler Werner Mössler als Wilhelm Jerusalem in der Übersetzung und Inszenierung von Herbert Gantschacher am Schauspielhaus (Wien) zur Uraufführung, weitere Vorstellungen folgten im Toihaus Salzburg, der neuebuehnevillach und in Arnoldstein. In der Neuinszenierung von Herbert Gantschacher für Puppentheater der Anti-Kriegsoper „Der Kaiser von Atlantis oder Die Tod-Verweigerung“ von Viktor Ullmann in der Originalfassung des Komponisten sind Rita Hatzmann und Markus Rupert die beiden Figuren- und Puppenspieler, die Doppelpremieren fanden am 16. Oktober 2014 in Sibiu / Hermannstadt im Theater Gong (Tag der Deportation Ullmanns aus dem Konzentrationslager Theresienstadt) und 18. Oktober 2014 (Tag der Ermordung Ullmanns in der Todesfabrik von Auschwitz) in Cluj / Klausenburg im Kulturzentrum Tranzit (ehemalige Synagoge) statt. Diese Inszenierung ist auf Europa-Tour im Jahr 2015 im Palais Clam-Gallas (Prag) beim Viktor Ullmann Projekt, in Hallein und Arnoldstein, im Jahr 2016 in Sankt Petersburg beim 28. Internationalen Festival der Neuen Musik „SOUND WAYS“.
Am 8. Juni 2016 fand die Uraufführung „Schönwettermenschen im Regen“, ein Theaterstück von Ensemble21 mit neu komponierten Liedern und Musik von u. a. Georg O. Luksch über die Thematik von neuen Nachbarschaften, geschrieben von Rita Hatzmann-Luksch und der Journalistin Tina Goebel, inszeniert von Rita Hatzmann-Luksch in Wien-Favoriten statt. 2017/2018 schrieb, produzierte und inszenierte sie das Musiktheater „Cissy & Hugo a Caracas“, wobei sie passend zu bekannten Nummern wie Der Nowak oder Ich wünsch mir zum Geburtstag einen Vorderzahn Texte über die Biografie von Cissy Kraner und Hugo Wiener schrieb. Der Multiinstrumentalist und Grammy-Gewinner Georg O. Luksch erstellte die Musik. Die Produktion war an verschiedenen Orten, u. a. mehrmals im großen Saal des Theater Akzent zu sehen und erschien auch als Album bei Hoanzl. Ende Oktober 2018 heiratete sie Georg O. Luksch. Sie bearbeitete 2018 den Roman Therese von Arthur Schnitzler für die Bühne, Georg O. Luksch komponierte die Musik, dazu entstand ein Experimentalfilm von Erich Heyduck, 2019 entwickelten sie gemeinsam ein Musiktheater aus der Erzählung Der kleine Prinz, 2020 brachte sie ihre Elektra als Uraufführung ins Gleis 21, Sonnwendviertel Wien, 2022 fand hier die Uraufführung des teilweise autobiografischen Programms "Kaleidoskop der Leidenschaft" statt.

## Filmografie (Auswahl)
- 2002: Guildo Horn & Rita Hatzmann (TV)
- 2004: Der Glöckner von Notre Dame (TV)
- 2004: Dracula (TV)
- 2008: Lilly Schönauer: Für immer und einen Tag (TV)
- 2009: Detektiv wider Willen (TV)
- 2009: Sisi
- 2011: Schlawiner (TV)
- 2012: Cop Stories (TV-Serie)
- 2013: Das Werwolfspiel
- 2014: Hopped up
- 2016: Tatort: Sternschnuppe (TV)
- 2017: Bist Du deppert! (Fernsehserie) (TV)